# ملحاء عصوية جلنتايوية
ملحاء عصوية جلنتايوية  (الاسم العلمي:Halobacterium jilantaiense) هي نوع من العتائق تتبع جنس الملحاء العصوية من فصيلة الملحائية العصوية.